# 1879 Broederstroom
1879 Broederstroom eller 1935 UN är en asteroid i huvudbältet som upptäcktes den 16 oktober 1935 av den holländske astronomen Hendrik van Gent i Johannesburg. Den har fått sitt namn efter Broederstroom, en by i norra Sydafrika.
Asteroiden har en diameter på ungefär 7 kilometer och den tillhör asteroidgruppen Flora.